# Wynford Eagle
Wynford Eagle est une paroisse civile et un village du Dorset, en Angleterre.